# اطلاعات و کاربرد بالینی داروهای ژنریک ایران
اطلاعات و کاربرد بالینی داروهای ژنریک ایران کتابی از رضا ابوفاضلی و دیگران است که در سال ۱۳۶۹ منتشر و در مراسم کتاب سال جمهوری اسلامی ایران به‌عنوان کتاب برگزیده معرفی شد.